# Orthochirus carinatus
Espèce
Orthochirus carinatus est une espèce de scorpions de la famille des Buthidae.

## Distribution
Cette espèce est endémique d'Iran. Elle se rencontre dans les provinces du Téhéran et d'Alborz.

## Description
Le mâle holotype mesure 26,05 mm et la femelle paratype 41,85 mm.

## Publication originale
- Navidpour, Kovařík, Soleglad & Fet, 2019 : « Scorpions of Iran (Arachnida, Scorpiones). Part X. Alborz, Markazi and Tehran Provinces with a Description of Orthochirus carinatus sp. n. (Buthidae). » Euscorpius, no 276, p. 1-20 (texte intégral).